# Tantiema (prawo autorskie)
Tantiema (rodzaj żeński, liczba mnoga tantiemy), wynagrodzenie autorskie, honorarium autorskie – umowna opłata ustalana procentowo lub kwotowo za wykorzystanie utworu (np. za odtworzenie filmu lub utworu muzycznego), płacona uprawnionemu z tytułu praw autorskich majątkowych, tj. autorowi (np. kompozytorowi, filmowcowi, tłumaczowi, producentowi) lub następcy prawnemu autora. Tantiemy są najczęściej przekazywane autorom za pośrednictwem organizacji zbiorowego zarządzania prawami autorskimi lub prawami pokrewnymi.